# 55-ös busz (Pécs)
A pécsi 55-ös jelzésű autóbusz Megyer és az egyetemi városrész kapcsolatát látja el, közvetlen kapcsolatot nyújtva így az egyetemistáknak. A reggeli csúcsidőben sűrűn jár, délelőtt 60, délután 20 percenként közlekedik.

## Története
1993. szeptember 1-jén indult az első M55-ös járat a régi kertvárosi végállomásról. Körbement Megyerben, ugyanazt a kört tette meg mint az 1-es, majd továbbhaladt a Kürt utca felé. 2006. szeptember 1-jétől a járat végállomása megváltozott, az összevont Kertváros végállomásra került, amely a Sztárai Mihály úton található. Mivel másképp nem lehetett megoldani, ezért létrehoztak egy új járatot M55Y jelzéssel, amely az Aidinger út – Krisztina tér útvonalon veszi fel az utasokat, bár ez a járat sokkal ritkább mint az M55-ös, de valamilyen szinten kárpótolja az ott lakókat. 2009. december 1-jétől a járatok sima 55-ös jelzéssel közlekednek.

## Útvonala
| Klinikák → Vásártér → Csontváry utca → Klinikák |
| --- |
| Klinikák – Ifjúság útja – Alkotmány utca – Petőfi Sándor utca – Hungária utca – Szigeti út – Tüzér utca – Megyeri út – Nagy Imre út – Maléter Pál út – Aidinger János utca – Nagy Imre út – Megyeri út – Tüzér utca – Szigeti út – Hungária utca – Petőfi Sándor utca – Alkotmány utca – Ifjúság útja – Klinikák |

## Megállóhelyei
| 55 (Klinikák → Kertváros → Klinikák)                                                                         |                          | |                                                         |
| Perc (↓) | Megállóhely              | Megállóhelyet érintő járatok                                                                                     | Létesítmények                                           |
| 0 | Klinikák végállomás      | 30, 30Y, 55, 103, 109E, 130                                                                                      | PTE Általános Orvostudományi Kar, 400 ágyas klinikatömb |
| 1 | Ifjúság útja             | 30, 30Y, 37, 46, 47, 55, 103, 109E, 130                                                                          | PTE BTK, PTE TTK                                        |
| 3 | Alkotmány utca           | 30, 30Y, 37, 46, 47, 55, 103, 109E, 130                                                                          | Pécsi Sörfőzde                                          |
| 4 | Petőfi utca              | 2, 2A, 2E, 25, 26, 26A, 27, 27Y, 28, 28A, 28Y, 29, 37, 46, 47, 55, 102, 102Y, 107E, 109E                         | Városi könyvtár                                         |
| 5 | KEDPLASMA plazma központ | 2, 2A, 2E, 25, 26, 26A, 27, 27Y, 28, 28A, 28Y, 55, 102, 102Y, 107E                                               | KEDPLASMA plazma központ                                |
| 6 | Egyetemváros             | 2, 2A, 2E, 25, 26, 26A, 27, 27Y, 28, 28A, 28Y, 29, 55, 102, 102Y, 107E                                           | PTE Általános Orvostudományi Kar                        |
| 7 | Tüzér utca               | 1, 2, 2A, 2E, 21, 21A, 55, 102, 102Y, 121                                                                        |                                                         |
| 8 | PÉTÁV                    | 1, 55 | Hőszolgáltató                                           |
| 10 | Megyeri kishíd           | 1, 4, 4Y, 55, 104, 104A, 104E, 104Y                                                                              |                                                         |
| 11 | Expo Center              | 1, 55 |                                                         |
| 13 | Vásártér                 | 1, 55, 130, 130A                                                                                                 | Vásártér, Pécs Plaza                                    |
| 14 | Nagy Imre út             | 1, 3, 3E, 55, 103, 130, 130A                                                                                     |                                                         |
| 15 | Sarolta utca             | 1, 3, 3E, 55, 103, 130, 130A                                                                                     |                                                         |
| 17 | Lahti utca               | 1, 3, 3E, 6, 6E, 8, 33, 55, 60, 60A, 60Y, 103, 121, 130, 130A · Helyközi autóbuszok                              |                                                         |
| 18 | Krisztina tér            | 1, 6, 6E, 8, 33, 55, 60, 60A, 60Y, 121, 130, 130A · Helyközi autóbuszok                                          |                                                         |
| 20 | Aidinger János út        | 1, 7, 7Y, 22, 23, 23Y, 24, 55, 60, 60A, 60Y, 73, 73Y, 107E, 109E, 142                                            |                                                         |
| 21 | Sztárai Mihály út        | 1, 7, 7Y, 22, 23, 23Y, 24, 55, 60, 60A, 60Y, 73, 73Y, 107E, 109E, 142                                            |                                                         |
| Kertvárostól délután 1 járat indul, mely a Csontváry utcától eredeti útvonalán halad tovább a Klinikák felé. |                          | |                                                         |
| * | Kertváros végállomás     | 3, 3E, 6, 6E, 22, 23, 23Y, 24, 55, 61, 62, 103, 121, 130, 130A · Helyközi autóbuszok                             |                                                         |
| 22 | Csontváry utca           | 1, 3, 3E, 6, 6E, 7, 7Y, 22, 23, 23Y, 24, 55, 60, 60A, 60Y, 61, 62, 73, 73Y, 103, 107E, 109E, 121, 130, 130A, 142 | Apáczai Csere János Nevelési Központ                    |
| 23 | Várkonyi Nándor utca     | 1, 3, 3E, 6, 6E, 8, 33, 55, 60, 60A, 60Y, 103, 121, 130, 130A · Helyközi autóbuszok                              |                                                         |
| 25 | Sarolta utca             | 1, 3, 3E, 55, 103, 130, 130A                                                                                     |                                                         |
| 26 | Nagy Imre út             | 1, 3, 3E, 55, 103, 130, 130A                                                                                     |                                                         |
| 28 | Vásártér                 | 1, 55, 130, 130A                                                                                                 | Vásártér, Pécs Plaza                                    |
| 30 | Expo Center              | 1, 55 | EXPO Center                                             |
| 31 | Megyeri kishíd           | 1, 4, 4Y, 55, 104, 104A, 104E, 104Y                                                                              |                                                         |
| 32 | PÉTÁV                    | 1, 55 | Hőszolgáltató                                           |
| 34 | Egyetemváros             | 2, 2A, 2E, 25, 26, 26A, 27, 27Y, 28, 28A, 28Y, 29, 55, 102, 102Y, 107E                                           | PTE Általános Orvostudományi Kar                        |
| 35 | Petőfi utca              | 2, 2A, 2E, 25, 26, 26A, 27, 27Y, 28, 28A, 28Y, 29, 37, 46, 47, 55, 102, 102Y, 107E, 109E                         | Városi könyvtár                                         |
| 37 | Alkotmány utca           | 30, 30Y, 37, 46, 47, 55, 103, 109E, 130                                                                          | Pécsi Sörfőzde                                          |
| 39 | Ifjúság útja             | 30, 30Y, 37, 46, 47, 55, 103, 109E, 130                                                                          | PTE BTK, PTE TTK                                        |
| 40 | Klinikák végállomás      | 30, 30Y, 55, 103, 109E, 130                                                                                      | PTE Általános Orvostudományi Kar, 400 ágyas klinikatömb |